# Jō

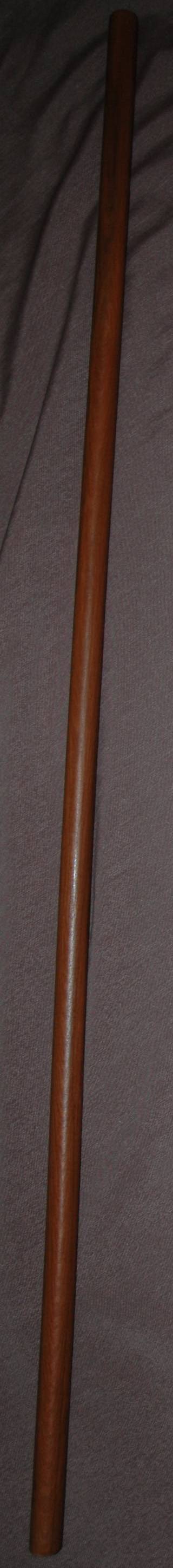
Jō de madera de roble rojo (Quercus rubra).

El Jō (杖Jō?), Yo (en inglés) o yó (en castellano) es un bastón de madera con aproximadamente 1,20-1,30 m de longitud, utilizado en las artes marciales japonesas, del Jōdō, el jōjutsu, el kendo, y como complemento al combate sin armas en el arte marcial tradicional del aikidō. Es también conocido como bastón medio en comparación al bō o bastón largo, de aproximadamente 1.80 m de longitud. El Jō   incluye en su repertorio técnicas de la lanza (yari), la espada (katana) y la alabarda (naginata). Es importante notar que las armas tradicionales de madera son por lo general adaptadas a las dimensiones corporales del practicante.

## Origen, descripción técnica y difusión

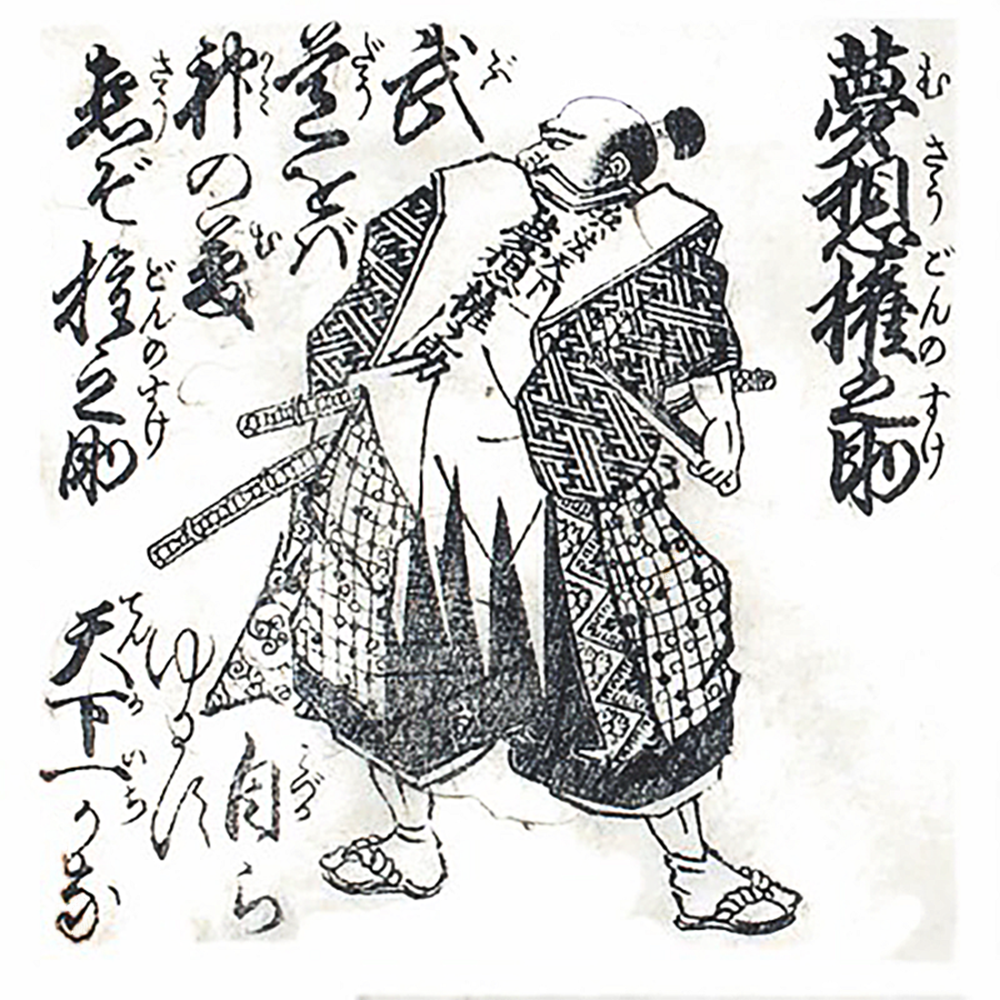
El samurái Musō Gonnosuke Katsuyoshi fundador de la escuela Shintō Musō-ryū.

Según una leyenda muy difundida, a comienzos del siglo XVII el guerrero samurái, Musō Gonnosuke Katsuyoshi habría creado el jō tras ser derrotado, y perdonado, en un combate singular con el más célebre de los samurai, Miyamoto Musashi en el que Katsuyoshi luchara con un bō reforzado con láminas de hierro contra los dos bokken (sables de madera) de Musashi.
Posteriormente en un sueño, recibió inspiración de un espíritu guía o kami, y observando la ventaja de contar con un arma de menor longitud, desarrolló las diferentes técnicas. Katsuyoshi habría luchado una vez más contra Musashi, esta vez venciéndolo mediante el uso del nuevo bastón corto, y perdonándole la vida. Se afirma que este fue el único combate que el famoso Musashi perdió en su vida.
El Jō, hace uso de estocadas (tsuki), chequeos más que bloqueos (uke), y golpes indirectos (uchi), de forma independiente o en combinación; también hay técnicas de barridos, lanzamientos, estrangulaciones, apresamientos, contra-técnicas y algunas luxaciones articulares. Incluso algunos practicantes dentro de las escuelas más tradicionales de jojutsu, son instruidos en su lanzamiento a semejanza de una lanza corta. 
La escuela fundada por Katsuyoshi se llamó Shintō Musō-ryū. La escuela hace énfasis en los combates de entrenamiento de bastón medio contra sable katana, contra otro igual, contra daga, y contra otras armas tradicionales como la alabarda o naginata. Está difundida en algunas partes de Europa y en los EE. UU. 
Asimismo el Jo, es aún usado por la policía antidisturbios japonesa.